# Smålands runinskrifter 21
Runinskrift Sm 21 är en runsten i Lidekvarn, Tolgs socken och Växjö kommun i Småland.

## Stenen
Runstenen är 125 cm hög, 80 cm bred och 20 cm tjock. Runorna är 10 till 12 centimeter höga. Av ristningen, som är på stenens östra sida syns endast vaga antydningar och inskriften är så gott som fullständigt utplånad. Alltför lite av runorna finns bevarade för att en rekonstruktion av inskriften skulle vara meningsfull. 
Runstenen vid Lidekvarn i Tolg, vars otydliga runor iakttagits av författaren Nils Lago-Lengquist redan 1902, blev känd för doktor Knut Kjellmark genom meddelande från nämndemannen K.G. Pettersson i Nykulla sommaren 1924 och undersöktes av Knut Kjellmark och Algot Friberg samma sommar. 
Runologen Ragnar Kinanders första undersökning av stenen ägde rum två år senare. Av Knut Kjellmarks rapporter till Vitterhetsakademien framgår att stenen efter vad man äldst minns i trakten, legat vid Vartorpaån (Mörrumsån), där den utgjorde ett slags klappbrygga och bro, från vilken man hämtade vatten. Den togs upp från denna plats sannolikt 1897, samma år som Lidekvarns västra kvarnhus byggdes och den har sedan legat som kvarnbyggnadens översta trappsteg i den östra gaveltrappa fram till året 1924, då den befriades och restes mot en vägg och där stod stenen vid Ragnar Kinanders undersökning. 
Den kan, som Knut Kjellmark förmodar, ha haft sin ursprungliga plats vid någon bro över ån ungefär på stället där den låg före 1897. År 1928 restes stenen av Kjellmark på en liten äng 20 meter från vägen Tjureda—Tolg, med sin ristade bredsida vänd mot vägen. Avståndet till ån är därifrån ungefär 20 meter, till norra broänden cirka 30 meter och till stenens förmodade ursprungliga plats ungefär 50 meter. 
Tydligast är ristningarna vid basen, där man ser huvudet och stjärten av ett rundjur korsa varandra. Av runorna är så lite bevarat, att det inte lönar sig att försöka göra en rekonstruktion av inskriften, för en sådan skulle inte kunna framställas med den minsta grad av säkerhet. En translitterering av de runor som går att tyda lyder ...n ** u- * (s)------ : ...  : -... : (k)...e...i * h(a)...a ...-- * ... : ...u-....